# 德薩島

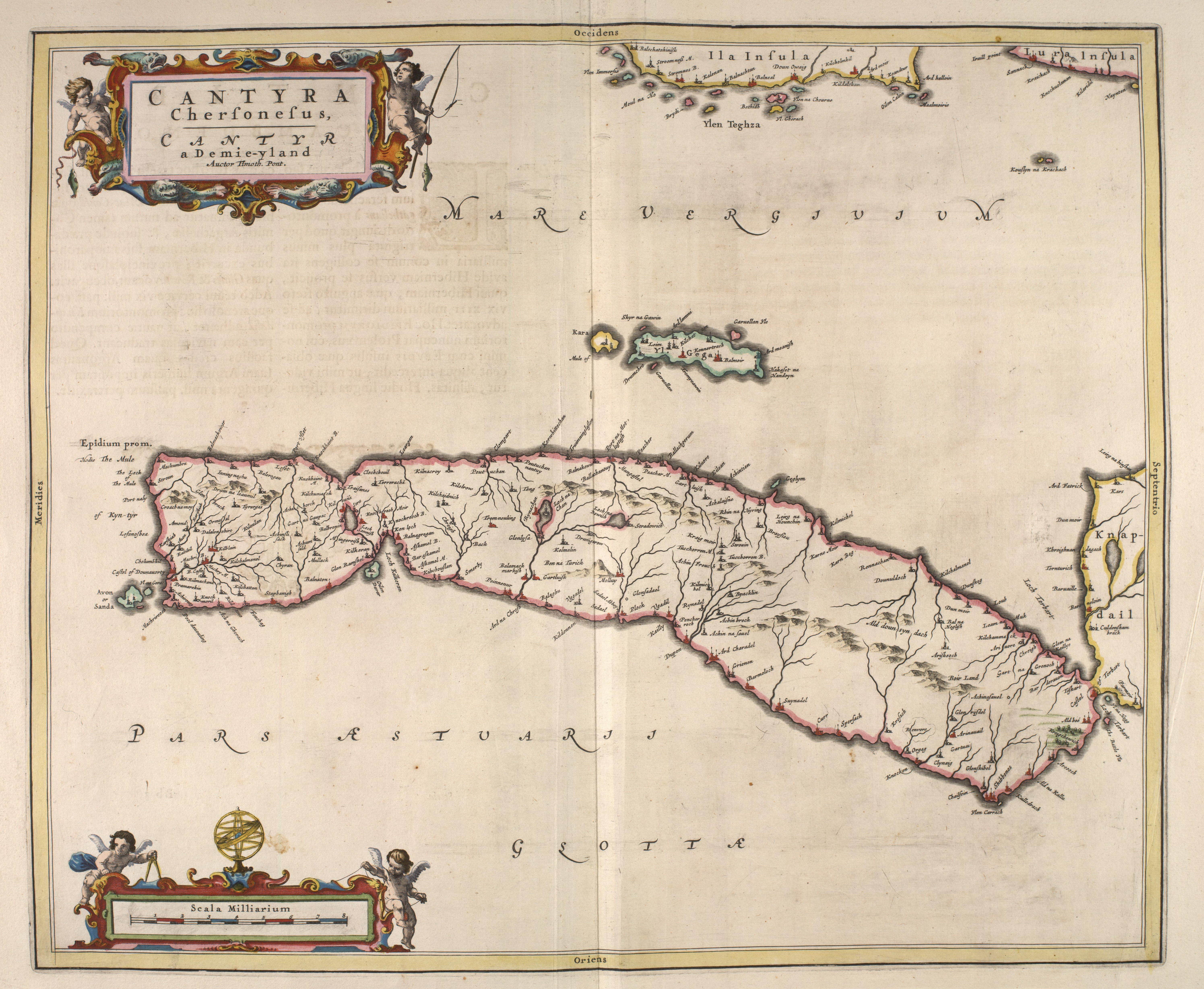

德薩島是蘇格蘭的島嶼，位於大西洋海域，屬於內赫布里底群島的一部分，長1.3公里、寬0.6公里，面積0.48平方公里，最高點海拔高度48米，島上無人居住。

## 外部連結
- Statistical Account (1791-99)[永久] University of Edinburgh: University of Glasgow.

55°37′N 6°8.5′W / 55.617°N 6.1417°W